# نوم حر الجريان
النوم حر الجريان (بالإنجليزية: Free-running sleep)‏ هو نمط نوم لا يُعَدَّل لدورة 24 ساعة طبيعية ولا لأي دورة اصطناعية.
يحدث مثل اضطراب النوم لمدة 24 ساعة أو اضطراب النوم والاستيقاظ أو بشكل مصطنع كجزء من التجارب المستخدمة في دراسة الإيقاعات اليومية والإيقاعات الأخرى في علم الأحياء، تخضع مواد الدراسة للحماية من جميع الإشارات الزمنية، غالبًا عن طريق بروتوكول ضوء ثابت أو عن طريق بروتوكول مظلم ثابت أو عن طريق استخدام ظروف الضوء/الظلام التي لا يمكن للكائن الحي أن يقتصر عليها مثل بروتوكول القصر الفائق لمدة ساعة واحدة وساعتين للضوء، كما يمكن توفير كميات محدودة من الطعام على فترات قصيرة لتجنب التورط في أوقات الوجبات، وبالتالي يضطر الأشخاص للعيش من خلال «ساعاتهم» البيولوجية اليومية.

## الخلفية
لا يمكن معرفة الطور اليومي للفرد أو الحيوان إلا من خلال مراقبة نوع ما من مخرجات النظام اليومي وهو ما يُعرف بـ «ساعة الجسد» الداخلية، يمكن للباحث أن يحدد بدقة فعلى سبيل المثال: الدورات اليومية للنشاط الجيني ودرجة حرارة الجسم وضغط الدم وإفراز الهرمون و/أو النوم والنشاط/اليقظة، يمكن تحديد اليقظة لدى البشر من خلال العديد من أنواع الاختبارات اللفظية وغير اللفظية، كما يمكن تحديد النشاط في الحيوانات عن طريق الملاحظة على سبيل المثال: إدارة عجلة بواسطة القوارض.
عندما يتم تشغيل الحيوانات أو الأشخاص بحرية يمكن إجراء التجارب لمعرفة أي نوع من الإشارات المعروفة باسم ميقاتي "zeitgebers" وهي فعالة في السحب، تم عمل الكثير أيضًا لمعرفة طول أو قِصر الدورة البيولوجية التي يمكن أن تدخل إليها الكائنات الحية المختلفة؛ فعلى سبيل المثال: يمكن سحب بعض الحيوانات لمدة 22 ساعة في اليوم، ولكن لا يمكن سحبها لمدة 20 ساعة في اليوم، وفي الدراسات الحديثة التي تمولها صناعة الفضاء الأمريكية ثبُت أن معظم البشر يمكن سحبهم في يوم 23.5 ساعة ويوم 24.65 ساعة.
يسمى تأثير الإشارات الزمنية غير المقصودة «تقنيع» ويمكن أن يربك النتائج التجريبية تمامًا، ومن الأمثلة على التقنيع: حركة المرور في الصباح أو الباحثين أو موظفي الصيانة الذين يداومون على زيارة الأشخاص وفقًا لجدول منتظم.

## في البشر
يُعد اضطراب النوم والاستيقاظ اللايوماوي والذي يُشار إليه أيضًا باسم اضطراب حر الجريان (FRD) أحد اضطرابات النوم الإيقاعية اليومية لدى البشر، يؤثر على أكثر من نصف الأشخاص المكفوفين تمامًا وعدد أقل من الأفراد الذين يعانون من ضعف البصر.
السبب بين المكفوفين هو عدم القدرة على التسجيل وبالتالي عدم القدرة على السحب إلى إشارات ضوئية، العديد من المكفوفين الذين يتورطون في دورة الضوء/الظلام على مدار 24 ساعة لديهم عيون ذات شبكية سليمة تؤدي عملها بما في ذلك الخلايا الحساسة للضوء غير المرئية العاملة، تنقل هذه الخلايا العقدية -التي تحتوي على الميلانوبسين- إشاراتها إلى «الساعة البيولوجية» عبر السبيل الشبكي الطائفي (المتفرع من العصب البصري) حيث تربط الشبكية بالغدة الصنوبرية.
بين الأفراد المبصرين عادة ما يظهر FRD لأول مرة في سن المراهقة أو في أوائل العشرينات، وكما هو الحال مع اضطراب طور النوم المتأخر (DSPS أو DSPD) ففي حالة عدم وجود تلف عصبي بسبب الصدمة أو السكتة الدماغية لا تظهر الحالات تقريبًا بعد سن الثلاثين، تؤثر FRD على الذكور المبصرين أكثر من الإناث، يعاني ربع الأفراد الذين يعانون من ضعف البصر من FRD أيضًا من حالة نفسية مرتبطة به وقد أظهر ربعهم من قبل أعراض اضطراب طور النوم المتأخر.
وقد استخدم غير العلماء مصطلح النوم حر الجريان في بعض الأحيان للإشارة إلى التسهيل المتعمد لدورة النوم/الاستيقاظ الطبيعية، في هذا السياق يعني النوم حر الجريان أن الشخص يختار النوم عندما يكون نائمًا والاستيقاظ من تلقاء نفسه (على وجه التحديد بدون منبه أو إشارة إلى الوقت من اليوم).